# هو-چانک
هو-چانک، (به انگلیسی: Ho-Chunk)، یکی از قبایل بومی ایالات متحده هستند. این قبیله هم چنین به نام وینه‌بگو نیز شناخته می‌شوند. مردم این قبیله بومی ایالت‌های کنونی ویسکانسین و ایلی‌نوی هستند.
نوشته تاریخی درباره این قبیله از سوی جان نیکولت در دست است که نخستین اروپایی بود که با این مردم ارتباط برقرار ساخت.
پیش از رسیدن اروپاییان به سرزمین هو-چانک، مردم آن‌ها به عنوان شکارچی، کشاورز و گردآورنده آذوقه شناخته می‌شده‌اند. این مردم در پی خوراک از ناحیه‌ای به ناحیه دیگر سفر می‌کرده‌اند.